# Microlicia humilis
Microlicia humilis är en tvåhjärtbladig växtart som beskrevs av Charles Victor Naudin. Microlicia humilis ingår i släktet Microlicia och familjen Melastomataceae. Inga underarter finns listade i Catalogue of Life.